# 1992년 전미 비평가 협회상
제27회 전미 비평가 협회상은 1992년 최고의 영화를 기리기 위해 1993년 1월에 열린 시상식이다.

## 수상 및 후보

### 작품상
- 용서받지 못한 자 수상

### 감독상
- 용서받지 못한 자 - 클린트 이스트우드 수상

### 여우주연상
- 하워즈 엔드 - 엠마 톰슨 수상

### 남우주연상
- 크라잉 게임 - 스티븐 레아 수상

### 여우조연상
- 부부 일기 - 주디 데이비스 수상

### 남우조연상
- 용서받지 못한 자 - 진 핵크만 수상

### 각본상
- 용서받지 못한 자 - 데이비드 웹 피플즈 수상

### 촬영상
- 홍등 - 조비 수상

### 외국어영화상
- 홍등 수상

### 다큐멘터리상
- 아메리칸 드림 수상

### 특별공헌상
- 마이클 알메레이다 수상